# Neocompsa intricata
Neocompsa intricata là một loài bọ cánh cứng trong họ Cerambycidae.